# Station Vireux-Molhain
Station Vireux-Molhain (Frans: Gare de Vireux-Molhain) is een spoorwegstation in de Franse gemeente Vireux-Molhain. Het station is gelegen aan de lijnen Vireux-Molhain - Vireux-Molhain grens en Soissons - Givet.
Er zijn nog enkele rangeersporen. Alle wissels worden nog bediend via een wisselpost met hendels. Vanuit de wisselpost zijn er stangen die de wissels rechtstreeks koppelen met de hendels.
| Serie      | Treinsoort | Route                                                 | Bijzonderheden |
| ---------- | ---------- | ----------------------------------------------------- | -------------- |
| TER 838800 | TER (SNCF) | Charleville-Mézières – Revin – Vireux-Molhain – Givet |                |